# ムニオ・ヌニェス

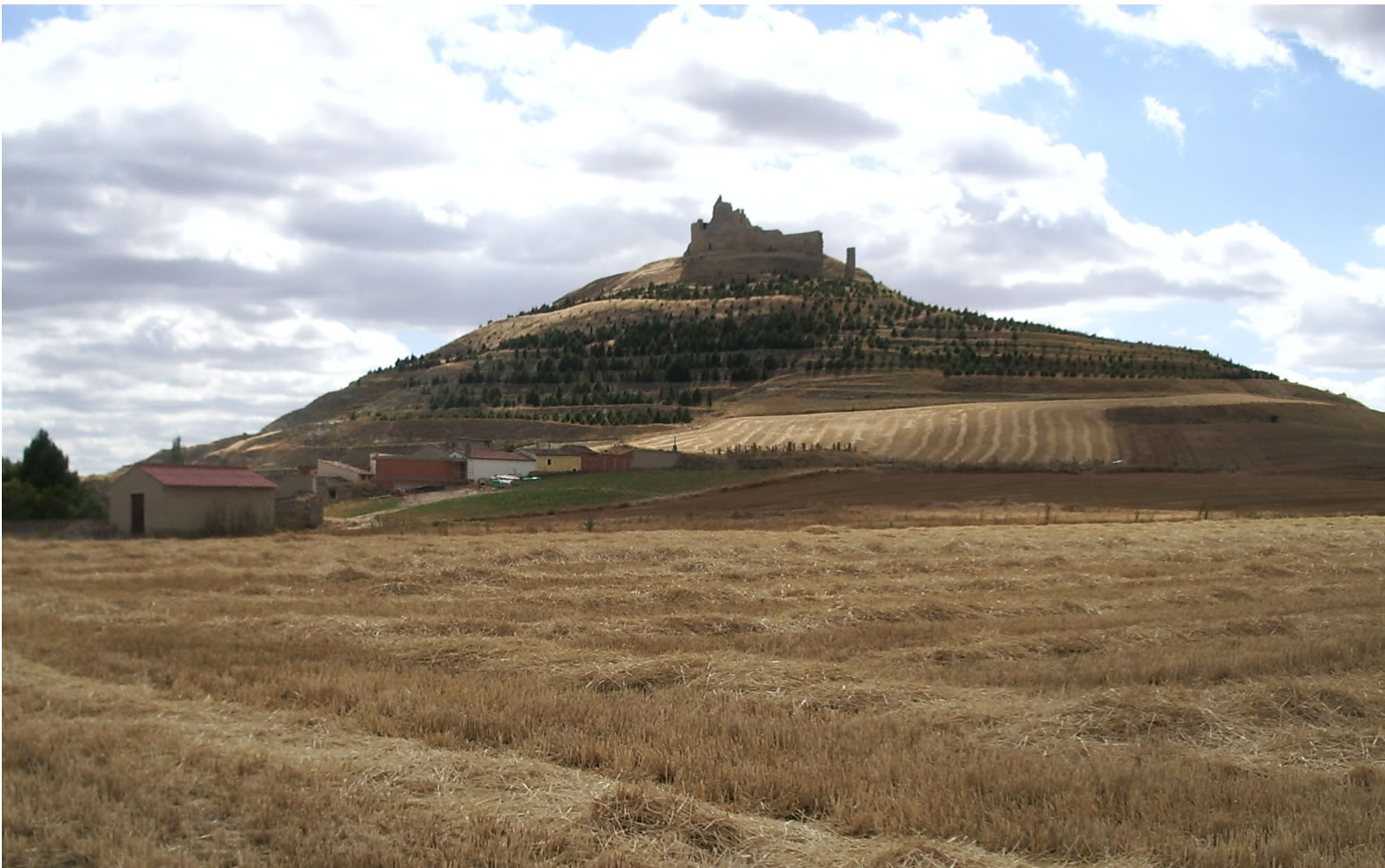
カストロヘリス城

ムニオ・ヌニェス（スペイン語：Munio Núñez, 生没年不明）は、カスティーリャ伯（在位：899年 - 901年ごろ、904年ごろ - 909年ごろ）。ヌーニョ・ムニョスの息子。父ヌーニョは、824年に妻アルヒロとともにブラニョセラの町に地方特権『Carta Puebla de Brañosera』を与えたムニオ・ヌニェス・デ・ブラニョセラの息子とみられる。

## 生涯
ムニオに関しては、アマヤの基地からのカストロゲリスの要塞の再移住と防御に関連して、882年に最初に記録されている。同年、カスティーリャ伯ディエゴ・ロドリゲス・ポルセロスは、コルドバのアミール軍からオバレネス山脈のパンコルボ峠を防御していた。ムニオは882年にアル・ムンディル率いるイスラム軍の攻撃を受け逃亡しなければならなかったが、883年までに要塞の改良工事が行われ、新しい壁の背後で抗戦することができた。
ディエゴ・ロドリゲス・ポルセロスが885年に死去したとき、その子供たちはおそらくかなり若年であったため、父の跡を継ぐことができなかったとみられる。899年3月1日に、ムニオ・ヌニェスが最初にカスティーリャ伯として確認され、同じ時にゴンサロ・フェルナンデスがブルゴスを統治していた。
ムニオは909年2月と7月23日にカスティーリャ伯として再び現れる。912年、ムニオ・ヌニェスはレオン王ガルシア1世がドゥエロ川のほとり沿いの土地の再植民を委託した3人の伯爵の1人であった。ゴンサロ・フェルナンデスは入植者をブルゴス、クルニア、サン・エステバン・デ・ゴルマスに連れてきた。そしてゴンザロ・テレスはオスマに人を住まわせた。
ムニオはレオン王ガルシア1世の妃ムニアドナの父ともされる。歴史家のマヌエル・カリエド・テヘドは、ガルシア1世の妃はアストゥリアス王アルフォンソ3世の弟ヌーニョ・オルドネスの娘であり、ムニアドナはカスティーリャ伯フェルナン・ゴンサレスの母親であった可能性があるとしている。またフスト・ペレス・デ・ウルベルは、フェルナン・ゴンサレスが母親を通じてアルフォンソ3世と関係があったのではないかとした。